# DePauw University
DePauw University je americká soukromá vysoká škola se sídlem v Greencastle, Indiana. Školu roku 1837 založila metodistická církev pod názvem Indiana Asbury University, název dostala podle Francise Asburyho, jenž se stal prvním americkým biskupem této církve. V roce 1884 byla přejmenována ke cti podnikatele Washingtona C. DePauw, který přispěl univerzitě velkou sumou peněz. V jarním semestru 2008 školu navštěvovalo 2 398 studentů.
Je známá svou výukou žurnalistiky, psychologie a hudby. Zdejší hudební fakulta je nejstarší ve Spojených státech. Na této škole své vzdělání získala řada známých amerických novinářů.
Na DePauw University vznikl první ženský studijní spolek v USA, v současné době je cca 70 % studentů organizováno v nějakém spolku.

## Známí absolventi
- Joseph Allen, americký astronaut z programu Apollo a letů s raketoplány
- Ferid Murad, nositel Nobelovy ceny za fyziologii a medicínu 1998
- Dan Quayle, viceprezident USA 1989-1993